# Католический университет Америки
Католический университет Америки (англ. The Catholic University of America, сокращённо КУА, CUA) — элитный университет, расположенный в Вашингтоне, округ Колумбия, США. Имеет статус папского университета. Главный католический университет США, имеющий тесные связи со Святым Престолом. Входит в 10 лучших университетов США. 

## История
Основан в 1887 году католическим духовенством США при поддержке папы Льва XIII, является национальным университетом Католической церкви в Соединенных Штатах. Университет функционирует как научный центр для лиц, которые уже получили высшее образование; первых студентов он принял в своих стенах в 1904 году. В его составе функционируют 12 факультетов и 21 исследовательский центр. Католический университет — единственный университет Америки, который выдает канонические дипломы сразу по трём богословским специальностям: каноническое право, философия и теология.

### Визиты Папы Римского

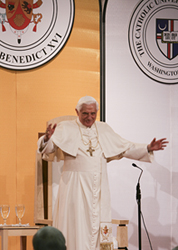
Папа Бенедикт XVI выступает в университете в 2008 году

CUA — единственный американский университет, который посетили три папы, и один из двух университетов, которые удостоились визита понтифика. Папа Иоанн Павел II посетил университет 7 октября 1979 года. 16 апреля 2008 года Папа Бенедикт XVI выступил в кампусе с речью о католическом образовании и академической свободе. Папа Франциск посетил университет 23 сентября 2015 года во время своего визита в Соединённые Штаты, где он отслужил мессу на восточном портике Базилики Национального святилища Непорочного Зачатия.

## Колледжи
- Школа архитектуры и планирования
- Школа искусств и наук
- Школа бизнеса и экономики
- Школа канонического права
- Школа инженерии[англ.]
- Школа права
- Школа библиотечных и информационных наук
- Школа музыки Бенджамина Т. Рома
- School of Nursing
- Школа психологии
- Школа профессионального обучения
- Национальная католическая школа социального обслуживания
- Школа теологии и религиозного обучения

## Центры
- Центр повышения квалификации в области клеточной и молекулярной биологии
- Центр по делам католического образования
- Центр американских католических исследований
- Центр каталонских исследований
- Центр ирландских исследований
- Центр средневековых и византийских исследований
- Центр пастырского исследования
- Центр изучения культуры и ценностей
- Центр изучения раннего христианства
- Центр по изучению энергетики и окружающей среды
- Центр прихода метод исследования
- Технический центр по уходу на дому и телереабилитации
- Институт астрофизики и вычислительных наук
- Институт биомолекулярных исследований
- Христианский институт восточных исследований
- Институт коммуникаций правоведения
- Институт политических и католических исследований
- Институт духовной музыки
- Институт социальной справедливости
- Институт музыкальных искусств
- Латиноамериканский центр для обучения в аспирантуре в музыке
- Лаборатория стеклообразного состояния